# Paolo Bustreo
Paolo Bustreo (* 29. März 1983 in Feltre) ist ein italienischer Eishockeyspieler, der seit 2018 bei den WSV Sterzing Broncos aus der Alps Hockey League unter Vertrag steht.

## Karriere
Paolo Bustreo begann seine Karriere als Eishockeyspieler beim HC Zoldo, für dessen Profimannschaft er in der Saison 1999/2000 sein Debüt in der Serie A1, der höchsten italienischen Spielklasse, gab. Anschließend spielte er zwei Jahre lang für die SG Cortina in der zweitklassigen Serie A2, wobei er in der Saison 2001/02 als Leihspieler zu zehn Einsätze für den Erstligisten SHC Fassa kam. Nach einem Jahr beim HC Bozen in der Serie A1, spielte der Angreifer von 2003 bis 2005 für den HC Eppan Pirates in der ersten sowie zweiten Liga Italiens. Von 2005 bis 2008 stand er für Ritten Sport in der Serie A1 auf dem Eis. 
Im Sommer 2008 wechselte Bustreo zu den WSV Sterzing Broncos aus der Serie A2. Als Zweitligameister stieg er mit seiner Mannschaft 2011 in die Serie A1 auf. 

### International
Für Italien nahm Bustreo im Juniorenbereich an den U18-Junioren-B-Weltmeisterschaften 2000 und 2001 sowie den U20-Junioren-B-Weltmeisterschaften 2001, 2002 und 2003 teil. Im Seniorenbereich stand er im Aufgebot seines Landes bei den A-Weltmeisterschaften 2006, 2007 und 2008.

## Erfolge und Auszeichnungen
- 2011 Aufstieg in die Serie A1 mit den WSV Sterzing Broncos
- 2014 Meister der Inter-National-League mit den HC Neumarkt